# Type C2-schip

USS Pollux (AKS-4) werd door Federal Shipbuilding and Dry Dock Company als C2 schip gebouwd en als SS Comet op 16 december 1939 tewatergelaten.

Het Type C2-schip werd ontworpen door de United States Maritime Commission (MARCOM) in 1937-1938. De schepen werden zodanig ontworpen dat het ten tijde van een conflict als hulpschip voor de marine dienst zou kunnen doen.

## Inleiding
De schepen kwamen in principe in dienst bij commerciële rederijen en alleen ten tijde van nood kon de Amerikaanse marine er aanspraak op maken. Om de bouwkosten laag te houden ging men uit van een standaardontwerp. Reders kregen enige invloed op de ontwerpen want zij moesten er – liefst met zo min mogelijk overheidssubsidie – mee varen.

## Ontwerp
Bij het ontwerp werd rekening gehouden met de wensen van de reders en de scheepsbouwers. MARCOM stelde wel eisen aan de grootte, snelheid en capaciteit. Het ontwerp was gebaseerd op de 4772 brt metende schepen Angelina en Manuela. Beide schepen waren in 1934 gebouwd door de Newport News Shipbuilding & Dry Dock Company voor de Amerikaanse rederij A.H. Bull Steamship Company. De schepen zouden een snelheid van 15 knopen krijgen en tussen de 9000 en 11.000 ton vracht meenemen.
Het eerste C2 schip, de Donald McKay, werd in juli 1939 door de Sun Shipbuilding & Drydock Co. in Chester, Pennsylvania opgeleverd. Reder Moore-McCormack Lines voegde dit schip aan de vloot toe. Het eerste turbineschip, de Challenge, werd een maand later opgeleverd aan American-Hampton Roads Line en behaalde op haar eerste reis een topsnelheid van bijna 17 knopen. De C2 telde vijf laadruimen, waarvan drie voor en twee achter de brug. Het was voorzien van eigen laadgerei met een maximale hijscapaciteit van 30 ton. Het schip was 140 meter lang en 19 meter breed.

## Productie
Van de type C2 zijn in totaal 327 exemplaren gemaakt in 19 verschillende versies. Acht schepen zijn tijdens de Tweede Wereldoorlog gezonken. Na de oorlog werden 226 exemplaren verkocht aan diverse particuliere reders. De rest bleef ter beschikking van de Amerikaanse overheid of bleef varen voor de Amerikaanse marine. De schepen zijn nog tientallen jaren na de oorlog in de vaart gebleven.

## Naslagwerken
- (en)  From America to United States: The History of the long-range Merchant Shipbuilding Programme of the United States Maritime Commission. Auteurs: L. A. Sawyer en W. H. Mitchell. London, 1981, World Ship Society.
- (en)  Ships for Victory: A History of Shipbuilding under the U.S. Maritime Commission in World War II. Auteur Frederic C. Lane. Baltimore, 1951 en 2001, Johns Hopkins University Press. ISBN 0-8018-6752-5.